# Damme (Duitsland)
Damme is een gemeente in de Duitse deelstaat Nedersaksen, gelegen in het Landkreis Vechta. De stad telt 17.250 inwoners.
Damme ligt tussen het Dümmer meer aan de oostkant en de tot 140 meter hoge, deels met fraai bos bedekte, Dammer Berge (een stuwwal) aan de noordwestkant,  en ten noorden van het Wiehengebergte. Ten oosten en zuiden van de stad bevindt zich een veengebied, waaronder het Große Moor (= grote veen). Een groot gedeelte van het stadsgebied bevindt zich binnen het Natuurpark Dümmer en vormt daarvan de meest westelijke hoek. Het centrum van de plaats bevindt zich 64 m boven NN (= NAP).

## Indeling, demografie
Blijkens de op de pagina Ortsrecht van de gemeentelijke website downloadbare hoofdgemeenteverordening (Hauptsatzung), gedateerd december 2011, draagt de gemeente de officiële naam Stadt Damme en is als in artikel 2 daarvan in de volgende 18 stadsdelen (Ortschaften) ingedeeld:
- Bergfeine, 6 km ten NO van Damme-stad (aantal inwoners: 101)
- Borringhausen (396)
- Clemens-August-Dorf, 2 km ten ZW van Damme-stad (1.989)
- Dalinghausen (88) met Bokern (36), Holte (35) en Nienhausen (4; totaal stadsdeel 163).
- Damme Ort (4.320) met Bergmark (298), Damme-Süd en Wellenweg (352; totaal stadsdeel 4.970).
- Damme-Nord (Bexadde: 225, Damme-Esch, Nordhofe: 54, Wempenmoor: 129 en Wienerei: 587; totaal stadsdeel 995).
- Damme-West (1.243)
- Dümmerlohausen (540) met Oldorf (88; gelegen 3-5 km ten O van Damme,  aan het Dümmer meer; totaal stadsdeel 628).
- Glückauf (1.077), een oud mijnwerkersdorpje, direct ten NW van Damme-stad, in de Dammer Berge
- Haverbeck (269), 3 km ten NO van Bergfeine
- Klünenberg (236)
- Langenteilen (197)
- Osterdamme (1.354; zoals de naam al zegt, ten oosten van Damme-stad)
- Osterfeine (602)
- Reselage (320) met Sierhausen: 273; totaal stadsdeel 593).
- Rottinghausen (248) met Greven (45), Hinnenkamp (73), Neuenwalde (154) en Ossenbeck (39; totaal stadsdeel 559).
- Rüschendorf (960) met Ihlendorf (63), Kemphausen (152) en Hüde (60; totaal stadsdeel 1.235).
- Südfelde (453)

Peildatum bevolkingscijfers per stadsdeel: 1 januari 2018. Ontleend aan:. 
Totaal gehele gemeente volgens dit document: 17.060 inwoners. Van hen was per 01-01-2018 ongeveer 64,4% rooms-katholiek, 17,75% evangelisch-luthers en 17,85% aanhanger van een andere geloofsrichting, dan wel atheïst.
De gemeente wordt bestuurd door een gemeenteraad, die uit 28 rechtstreeks gekozen leden bestaat. De burgemeester heeft daarnaast, dus als 29e,  zitting in dit college. De CDU is al decennia lang de sterkste politieke fractie in de raad. Bij de raadsverkiezingen van september 2021 behield deze partij een absolute meerderheid (19 zetels inclusief de burgemeester). 
De 18 Ortschaften worden bij het stadsbestuur vertegenwoordigd door elk één Ortsvorsteher(in).

## Geografie, infrastructuur

### Naburige plaatsen
Naburige gemeentes uit hetzelfde district Vechta zijn onder andere Steinfeld, Neuenkirchen-Vörden en Holdorf. Bovendien heeft Damme  gemeentegrenzen met de gemeentes Diepholz (district Diepholz), Lembruch (district Diepholz), Hüde (district Diepholz) en Bohmte (district Osnabrück).

### Infrastructuur
De gemeente wordt ontsloten door talrijke, goed berijdbare secundaire wegen, die de diverse plaatsjes met elkaar verbinden. De Autobahn A1 Bremen - Osnabrück loopt ten westen van de gemeente langs. Op 11 km ten noordwesten van Damme ligt afrit 66 van deze autosnelweg, bij Holdorf (Nedersaksen). Op 11 km ten zuidwesten van Damme ligt afrit 67, bij Neuenkirchen-Vörden. 
De gemeente is per openbaar vervoer alleen bereikbaar door in Osnabrück of Bohmte de streekbus naar Damme te nemen. Binnen de gemeente rijden incidenteel nog diverse school-, bel- en buurtbussen. Damme propageert sterk het gebruik van de fiets of van E-Car-Sharing, autodelen met elektrische auto's. 

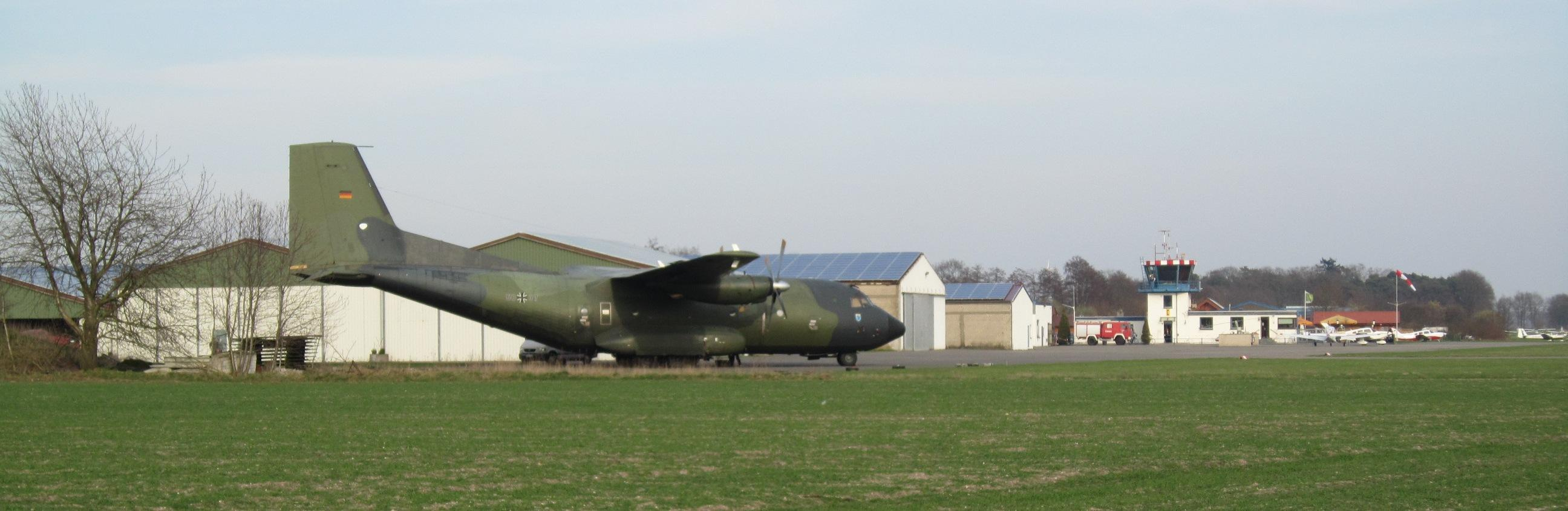
Vliegveld met Transall-vliegtuig van de Bundeswehr

Damme beschikt sinds 1974 over een klein vliegveld, Flugplatz Damme, bij het dorpje Sierhausen, 2 km ten zuid-zuidwesten van de plaats Damme. Het heeft de ICAO-code EDWC. De coördinaten zijn: 52° 29′ 25″ noorderbreedte, 8° 11′ 16″ oosterlengte. Het veld ligt op een hoogte van 46 meter (151 feet) boven zeeniveau. Het beschikt over twee korte start- en landingsbanen: een 700 m × 20 m metende asfalt- en een 350 m × 20 m metende graspiste. Het wordt gebruikt voor de zweefvliegsport, door helikopters en kleine zaken- en hobbyvliegtuigjes.
Op het vliegveldje kan sinds 2012 een uit plm. 1970 daterende Transall, een militair transportvliegtuig van de Bundeswehr worden bezichtigd.

### Ontwikkeling bevolking
| jaar | inwoners |
| ---- | -------- |
| 1659 | 3.827    |
| 1705 | 5.110    |
| 1772 | 5.859    |
| 1817 | 7.561    |
| 1855 | 6.908    |
| 1900 | 5.010    |
| 1945 | 6.943    |
| 1950 | 10.142   |
| 1960 | 9.301    |
| 1970 | 11.191   |
| 1980 | 12.884   |
| 1990 | 13.556   |
| 2000 | 15.578   |
| 2009 | 16.295   |
| 2017 | 17.060   |

## Economie

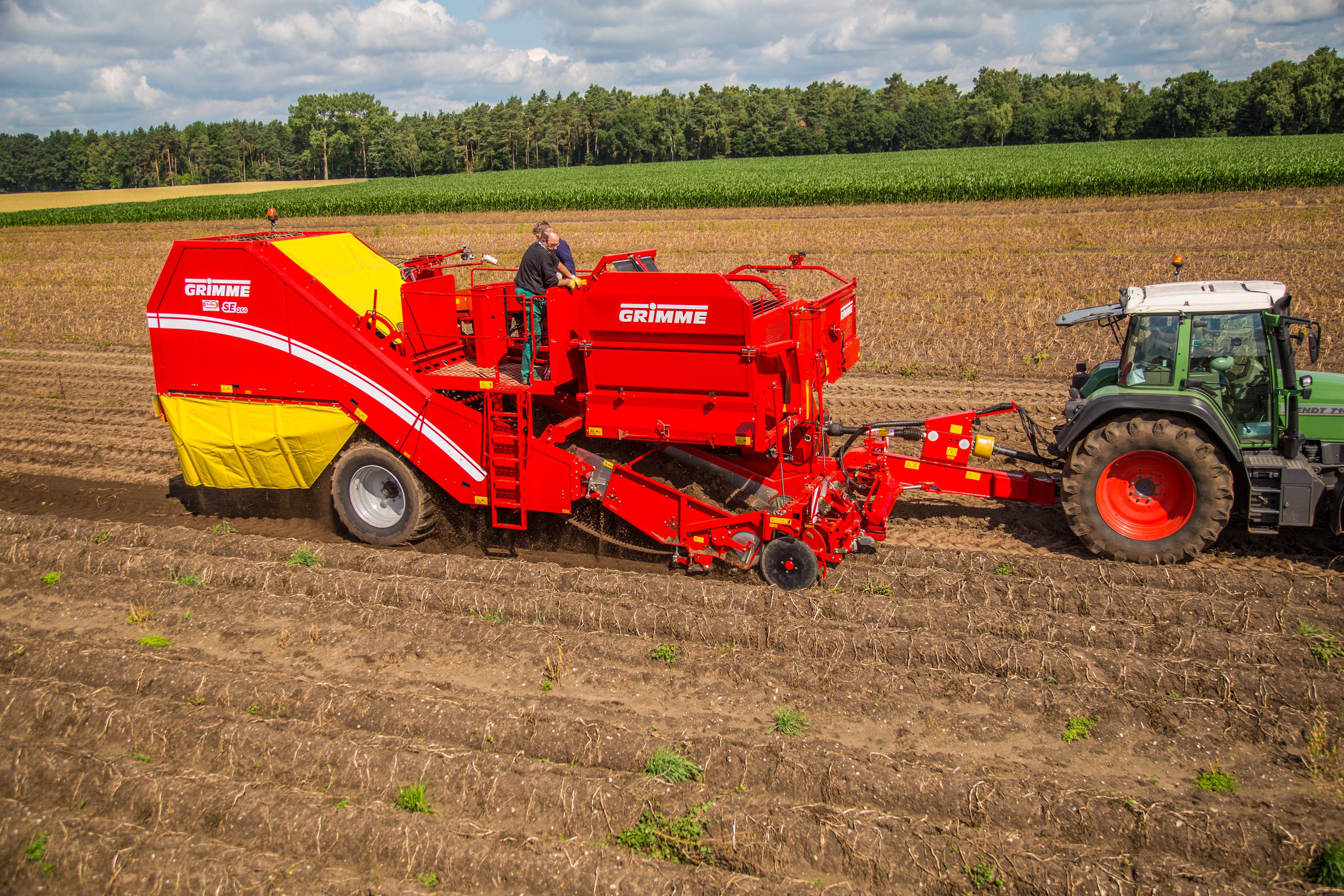
Aardappelrooimachine van Grimme

Damme is de hoofdzetel van de Grimme-groep, een wereldwijd opererende fabrikant van landbouwwerktuigen, met name aardappelrooi- en andere oogstmachines. In 2020 had het concern, inclusief de grote dochteronderneming ASA Lift in Denemarken, circa 2.700 personeelsleden, van wie ca. 2/3 in Damme en Rieste. Grimme heeft filialen in Amsterdam, Nederland, en Roeselare, België.
Een andere belangrijke fabriek te Damme is die van Internorm (uiteenlopende soorten kunststofproducten). Ook dit bedrijf exporteert naar bijna de gehele wereld.
In de gemeente zijn verder diverse kleinere ondernemingen (midden- en kleinbedrijf) gevestigd. Verder is de landbouw van belang: op bijvoorbeeld het gebied van de varkensmesterij, de productie van diervoeders e.d. en de pluimveefokkerij. Door deze tak van specialisatie zijn een groot aantal arbeidsplaatsen en bedrijven ontstaan die deze sector bedienen. Ten slotte is,  vanwege de fraaie omgeving, het toerisme van steeds toenemend belang.
In de stad staat een ziekenhuis, met eind 2017 244 bedden.

## Geschiedenis

### Van de prehistorie tot 1000
Het vroege begin van de bewoning en continuïteit daarvan in de gemeente Damme, houdt verband met de geografische gesteldheid van dit gebied en het beschrijvende toponiem "Damme": In het zuidwesten, zuiden en oosten is het gebied vanaf het mesolithicum van drie kanten ingesloten geweest door een veengebied. In het noordwesten wordt het gebied begrensd door een beboste glaciale stuwwal die niet geschikt is voor landbouw, genaamd Dammer Berge (zie: Dümmer (meer)). Daartussenin, op de glooiende helling van deze glaciale heuvelrug, met de fijnere zandafzettingen, lag als het ware een soort dam (vandaar toponiem Damme) of corridor die geschikt was voor permanente landbouwnederzettingen.

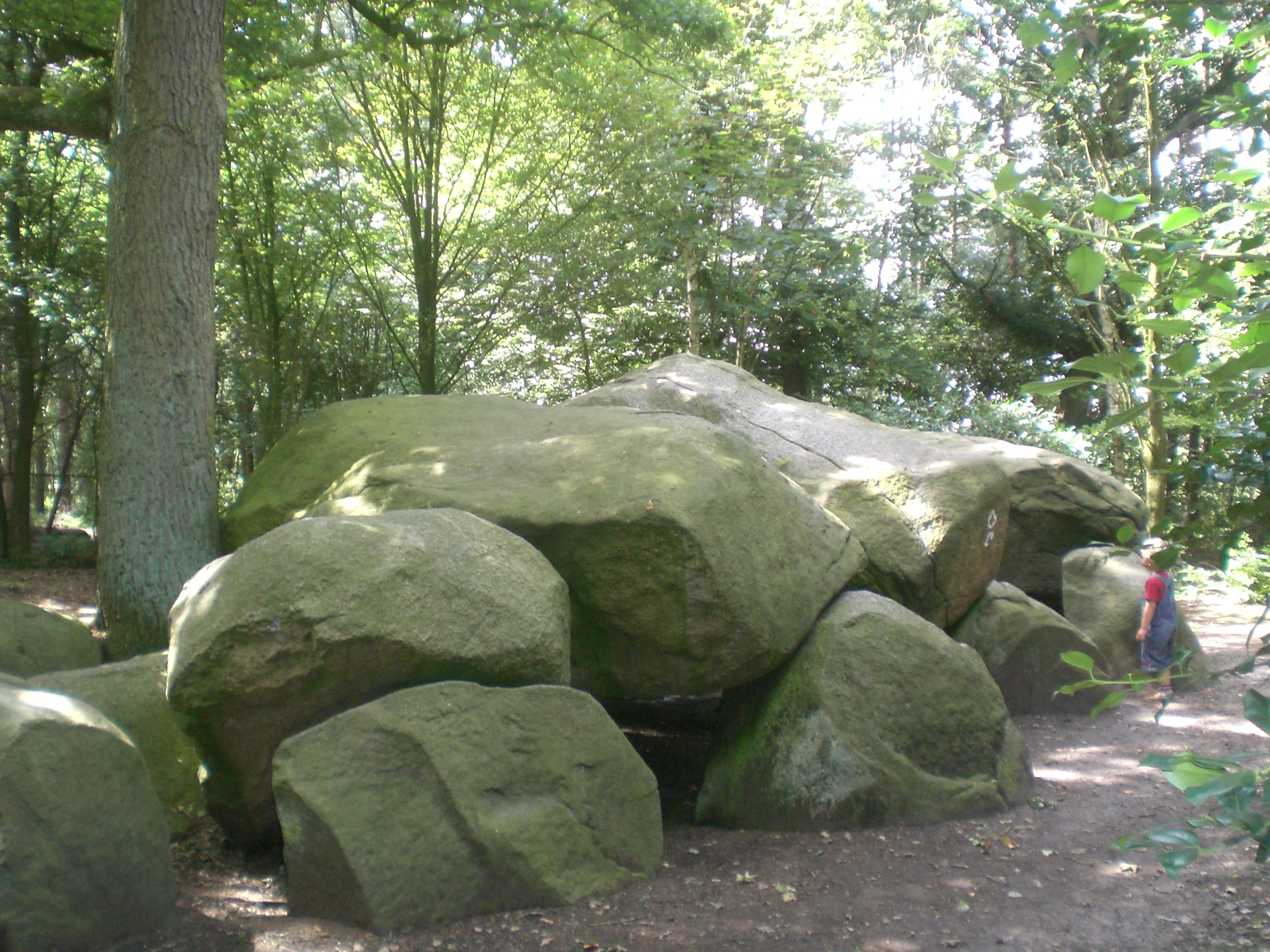
Hunebed in de gemeente Damme (Neuenwalde?)

 Terwijl de bewoning in de overgangsfase van het late mesolithicum naar het vroege neolithicum nog in de nattere context (Swifterbantcultuur/Dümmer-Hüde I ; rond 5000 v. C.) ten oosten aan het Dümmermeer te vinden was, zijn latere bewoningssporen in de zonet beschreven corridor te vinden, vermoedelijk omdat landbouw ten opzichte van jacht en visserij toenemend belangrijk werd.
Zo zijn in Damme een aantal megalietgraven (hunebedden, TRBcultuur) uit het laat neolithicum (ca. rond 2500 v. C.) bewaard gebleven; bijvoorbeeld in Neuenwalde. Grafvelden uit de bronstijd en ijzertijd (vanaf 1700 v. C.) in de buurtschap Bergfeine wijzen op een onafgebroken bewoning en een agrarische activiteit in de regio Damme. 
Tegen het einde van de vroege middeleeuwen was het gebied centrum van de Saksische Dersa-(ook Dersi-)go, die ten tijde van Karel de Grote door de Franken veroverd werd. Hierdoor kreeg het christendom vaste voet in dit gebied.

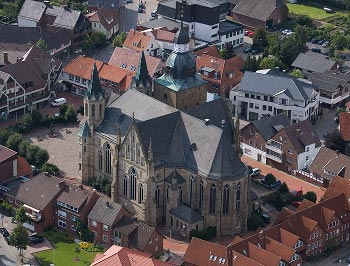
St.-Viktor-Kirche

Uit dezelfde tijd stammen ook de Dersaburg, een asymmetrische ringwalburg met meerdere wallen in de Dammer Berge tussen Damme en Holdorf, en de twee Römerschanzen in Sierhausen. Deze twee vooruitgeschoven walburchten waren ter bescherming van het traject aangelegd, dat via de veenwegen door het Campemoor naar het zuiden liep. In 851 wordt voor het eerst in oorkondes, met de tocht van de Aleksander-relikwieën naar Wildeshausen, een melding gemaakt van de buurtschap Bokern. In 872 is er reeds een vermelding van de buurtschap Bergfeine.
Met de verovering door de Franken werden meierhoeven gesticht. De meiers waren bestuursambtenaren met speciale taken en bevoegdheden over de plaatselijke bevolking. Voor deze dienst in ruil kregen de meiers grote landerijen en aanzienlijke hoeven toegewezen. In het gebied van de huidige stad Damme bevonden zich elf van deze hoeven.
Met de bouw van het oudste kerkgebouw (tussen 850 en 950) en de oprichting van de daarbij horende kerkgemeente werd de plaats Damme bestuurscentrum van deze parochie. De oudste vermelding is pas uit het jaar 1180, toen Damme dus al een tijdje bestuurlijk centrum geweest zal zijn van de Dersago en de Dammer parochie.

### 1000-heden
Daarna volgen eeuwenlange conflicten tussen bisschoppen van Münster en Osnabrück over de toewijzing van de parochie Damme. Deze machtsstrijd had op elk terrein nadelige invloed op het leven van de burgers, van wie met name de boeren de meeste last ondervonden. Eerst in 1817 werd deze rivalenstrijd bijgelegd toen Damme deel ging uitmaken van het hertogdom Oldenburg (sinds 1829 groothertogdom).
De plaats Damme was sinds de vroege middeleeuwen ook regionaal productiecentrum en handelscentrum voor de lokale regio, waarvan de invloed zich uitstrekte over de huidige grenzen van de huidige gemeente Damme. Ook de betekenis als kerkelijk en bestuurlijk centrum reikte veel verder dan deze huidige gemeente. Dit kwam onder meer tot uitdrukking in de omvang der oude parochie, in 1817 tot 1879 in de autonomie van het ambt Damme, later in de uitbreiding van de landgemeente en vandaag in de centrale betekenis in het middenspectrum voor de regio.
Terwijl de hoofdplaats eeuwenlang gekenmerkt werd door de akkerburgerij (ambacht/handel als hoofdinkomen, landbouw voor zelfvoorziening of als bijverdienste), speelde de landbouw in de omliggende boerendorpen een veel grotere rol. Dit gaat vandaag gedeeltelijk nog steeds op voor de vanaf circa 1960 gemoderniseerde agrarische sector.
De kleine landerijen brachten niet genoeg op om de families te voeden. Gedurende een lange periode van circa 1600 tot 1900, waren veel arme families in Noordwest-Duitsland, vaak "Heuerleute" (= pachtboertjes of dagloners) van seizoenswerk in Nederland afhankelijk. In de kleine pachtboerderijtjes leefden niet zelden twee families met in totaal ca. 14 tot 25 personen. Door het seizoenswerk zullen deze "Heuerstellen" echter niet permanent met zoveel mensen bewoond geweest zijn, hooguit in het winterseizoen. De mannen, die niet veel geld bezaten, die zich slecht voedden en zwaar werk verrichtten, waren - afgezien van hun arbeidskracht - niet graag geziene gasten in Nederland. 
Het scheldwoord voor Duitser (zie: Etymologiebank trefwoord MOF) "mof" komt van het onbehouwen gedrag van deze mensen. Naast grasmaaiers (van Pinksteren tot eind juli) werkten deze gastarbeiders ook als turfstekers (van Pasen tot in de nazomer), als "Büsgänger" ofwel buisvaarders (matrozen op haringbuizen, van februari tot oktober) en als melker, baksteenbakkers, bouwvakkers en als textielarbeiders. In de negentiende eeuw leidden deze armoede, de explosief groeiende bevolking en de toenemende automatisering in de landbouw ertoe, dat veel gezinnen emigreerden naar Amerika om daar een beter bestaan op te bouwen.
Pas toen in het midden van de 19e eeuw in Duitsland de industrialisering geïntroduceerd werd, vond er ook hier tijdens de keizertijd (1871-1918) een structuuromwenteling plaats. De nadruk kwam meer te liggen op ambacht, handel en dienstverlening. De opkomst van industriebedrijven in Damme vond echter veel later plaats. Het in 1910 ontdekte ijzererts werd van 1939 tot 1967 door een schachtmijnbedrijf geëxploiteerd. Rond het jaar 2000 bood de metaal-, hout-, kunststof- en landbouwmachine-industrie, en de productie van beveiligingssystemen en precisiemodules voor de automobielindustrie, de terreinen logistiek en industriekartonage naast het regioziekenhuis voor de lokale regio meer dan 3.000 arbeidsplaatsen.
Inmiddels is Damme met 16.500 inwoners het economische hart van een gebied van meer dan 40.000 mensen en heeft daarmee een belangrijke centrale functie in het middenspectrum. Ook al wordt het niet officieel door het programma van ruimtelijke ordening van het land Nedersaksen als zodanig ingedeeld.
Vanwege het inwoneraantal, de nederzettingsstructuur en het economische belang verwierf Damme op 1 mei 1982 van de minister van binnenlandse zaken van de deelstaat Nedersaksen Egbert Möcklinghoff het predicaat stad (Stadt).
Damme ligt in het zuidelijkste deel van het voormalige groothertogdom Oldenburg en diens opvolger de vrijstaat Oldenburg, het Oldenburger Münsterland, dat uit de districten Cloppenburg en Vechta bestaat. Sinds 1946 is het land Oldenburg onderdeel van het bondsland Nedersaksen. Damme behoorde tot 31 december 2004 tot het regeringsdistrict Weser-Ems, dat na een bestuurlijke fusie werd afgeschaft.

### Carnaval

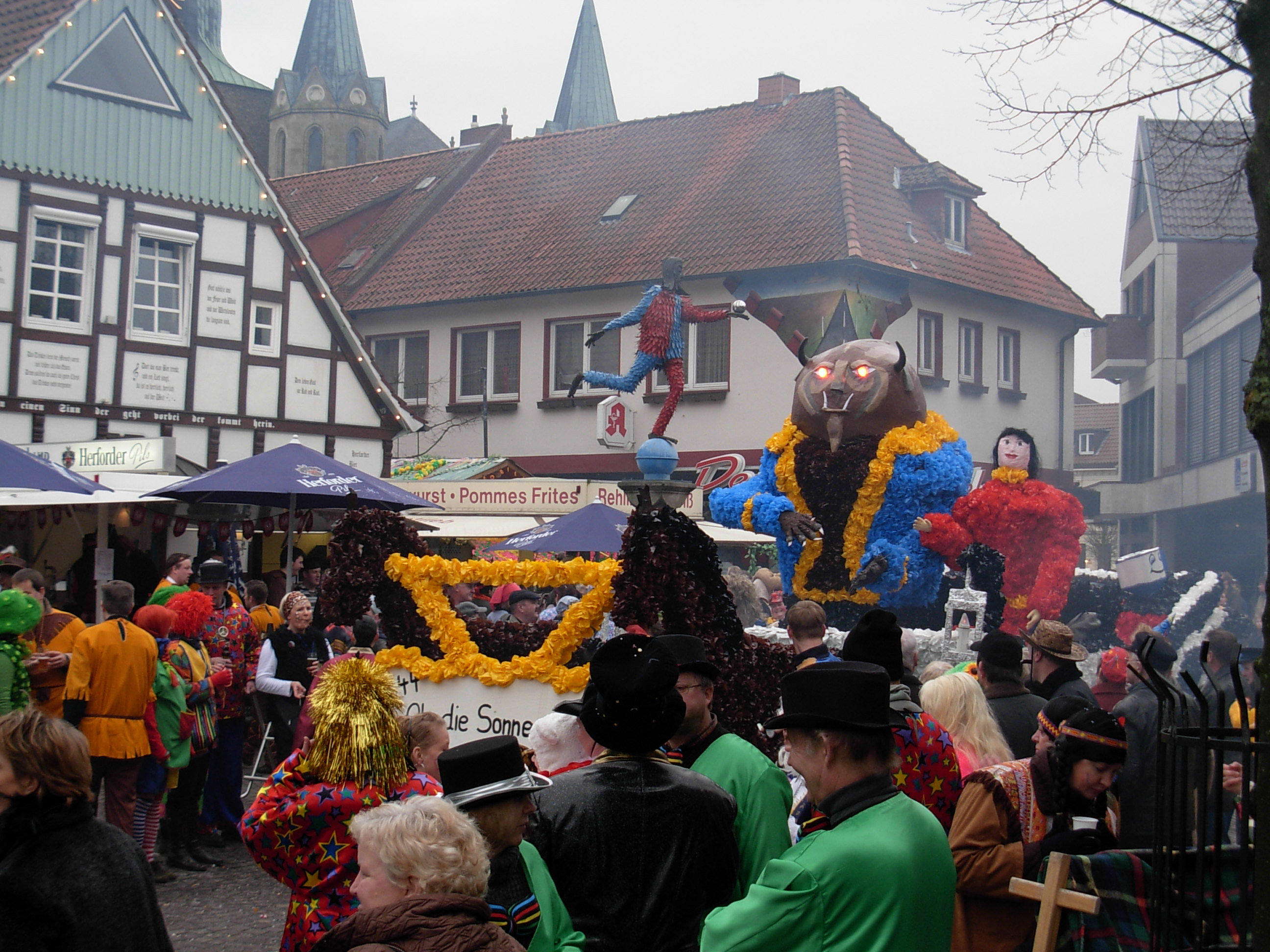
Dammer carnaval

Een overblijfsel van een eeuwenoude traditie in de regio is het Dammer carnaval. Sinds de middeleeuwen op verschillende wijze gevierd, maar uniek omdat het één week eerder gevierd wordt dan elders gebruikelijk is. Deze vooruitschuiving van de viering heeft te maken met een poging van de bisschop van Münster, om het in zijn ogen "zondige vastnachtsgedoe" uit te roeien. Hij legde in 1892 op dat op de Narrendagen een soort non-stop gebedsbeoefening, het befaamde "veertigurige gebed" plaats moest vinden. Ieder gelovige had hieraan deel te nemen. Ondanks hevige protesten uit de Dammer bevolking week de bisschop niet af van zijn verordening, zodat de Dammer Narren op hun beurt carnaval gewoonweg een week eerder vierden. Deze eigenaardigheid heeft het Dammer carnaval tot op de dag van vandaag in stand weten te houden.
De vroegste schriftelijke vermelding van de carnavalsoptocht dateert uit 1564. Hierbij werd het volgende vermeld: In samenhang met de confrontaties tussen de vorstbisschoppen van Münster en Osnabrück om de machtsuitoefening in Damme waren ook de jachtrechten omstreden. Toen in dat jaar een Osnabrücker jager en een Münsteraner jager in de Dammer Berge om het jachtrecht ruzie maakten, liep de strijd uit de hand en er vielen gerichte schoten, waarbij één Osnabrücker jager zwaargewond raakte. Toen de zaak in Damme voor de rechter kwam, veroordeelde deze rechter de Osnabrücker onderdaan tot een gevangenisstraf en Spitzrutenlauf. Deze vond echter als onderdeel van de carnavalsdagen plaats en leidde tot de dood van de veroordeelde jager. Sinds de middeleeuwen heeft deze vorm van carnavalsoptocht deel uitgemaakt onder de naam Heischegang(vert. bedelgang), later opgevolgd door de tegenwoordige "ganzenmars" die elke dinsdag na het Dammer carnaval plaatsvindt. Vergeleken met deze vroege aanwijzingen is het oudste Dammer carnavalsgezelschap, opgericht in 1614, nog relatief jong. In 2017 deden 8.000 mensen met 200 wagens en groepen mee aan de grote carnavalsoptocht, die tienduizenden bezoekers, afkomstig tot uit de verre omtrek, trok.

## Kunst, cultuur en recreatie

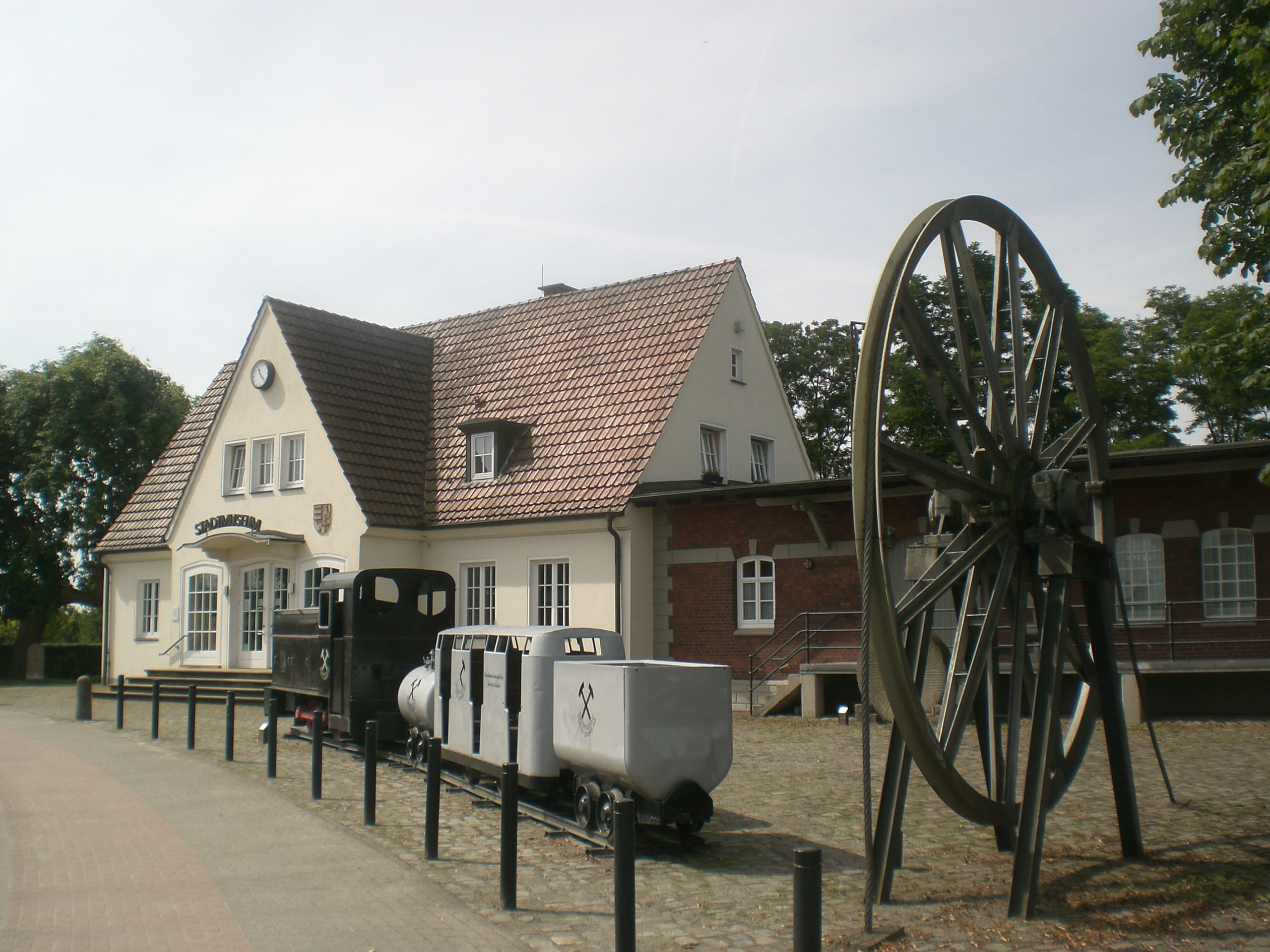
stadsmuseum

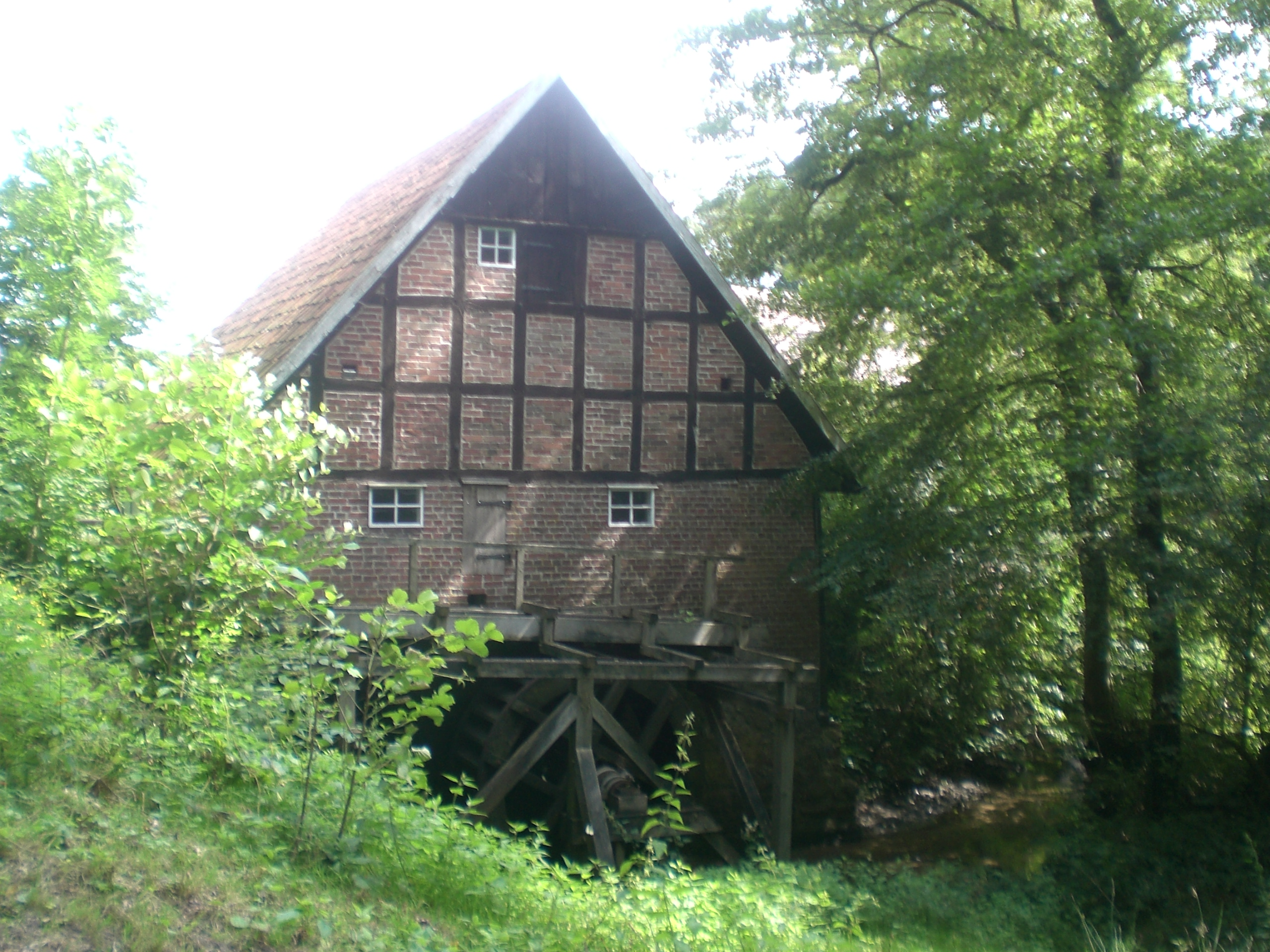
Watermolen "Höltermann"

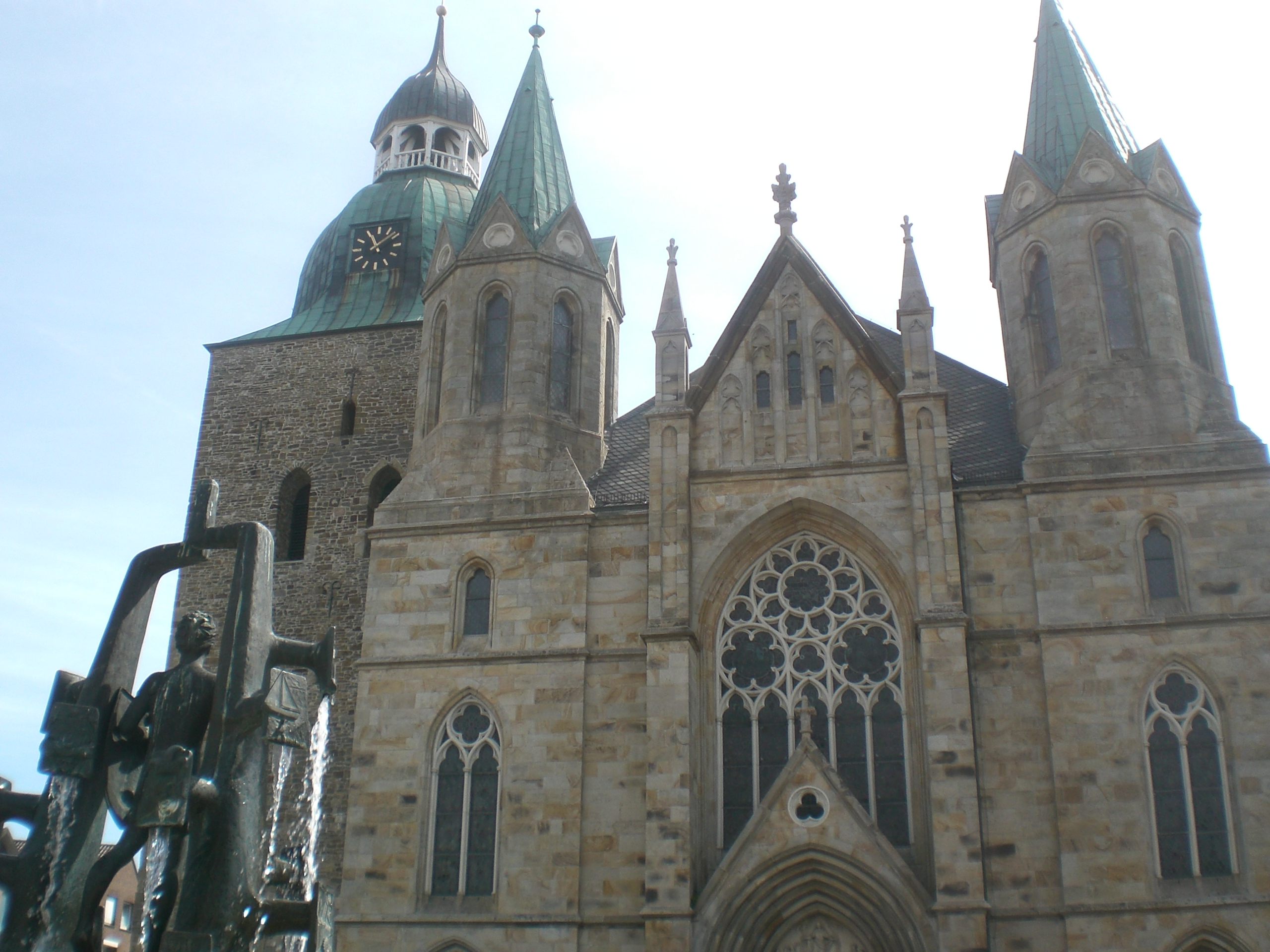
parochiekerk St. Viktor

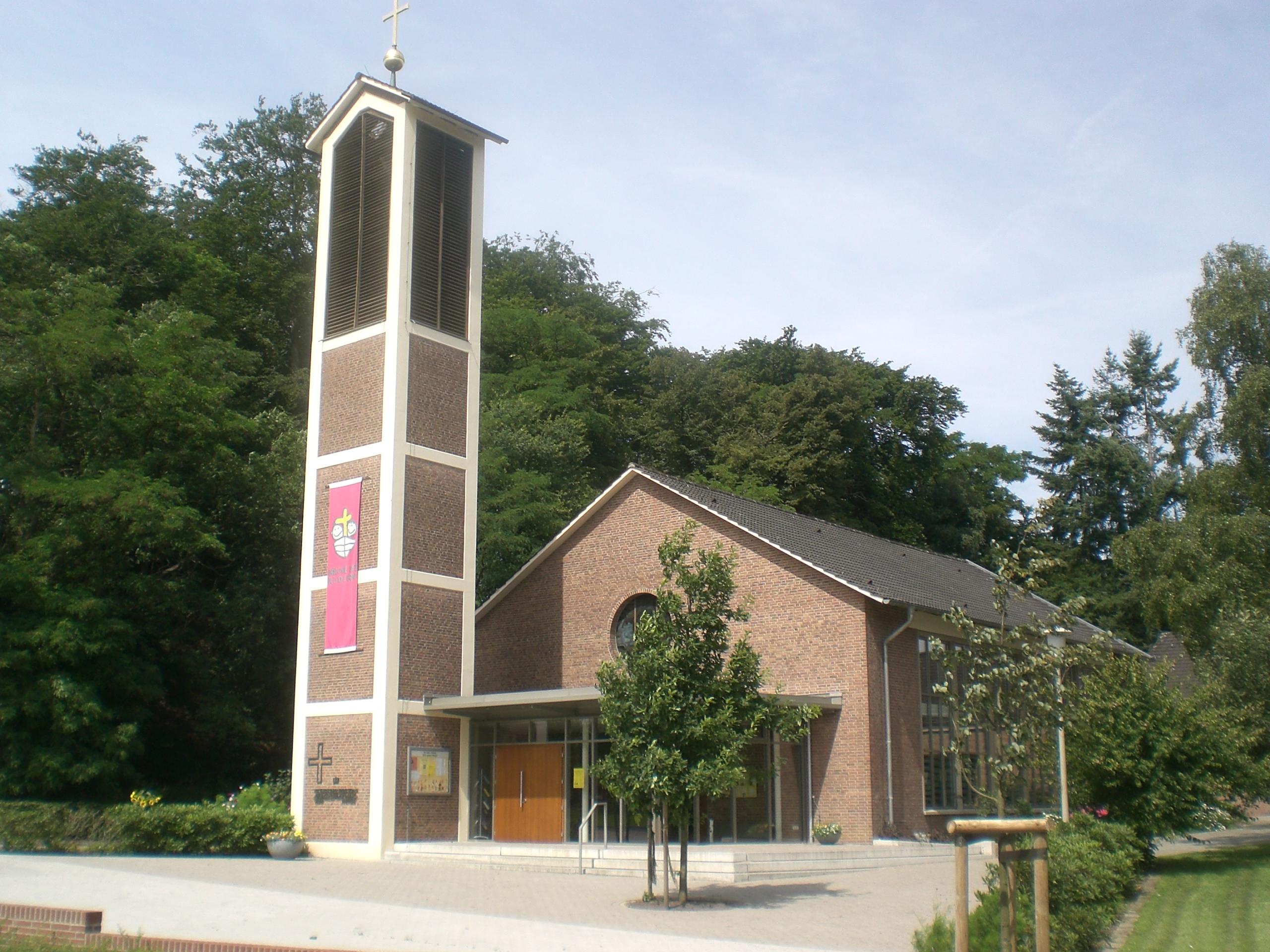
Ev.luth. parochiekerk "Zum guten Hirten"

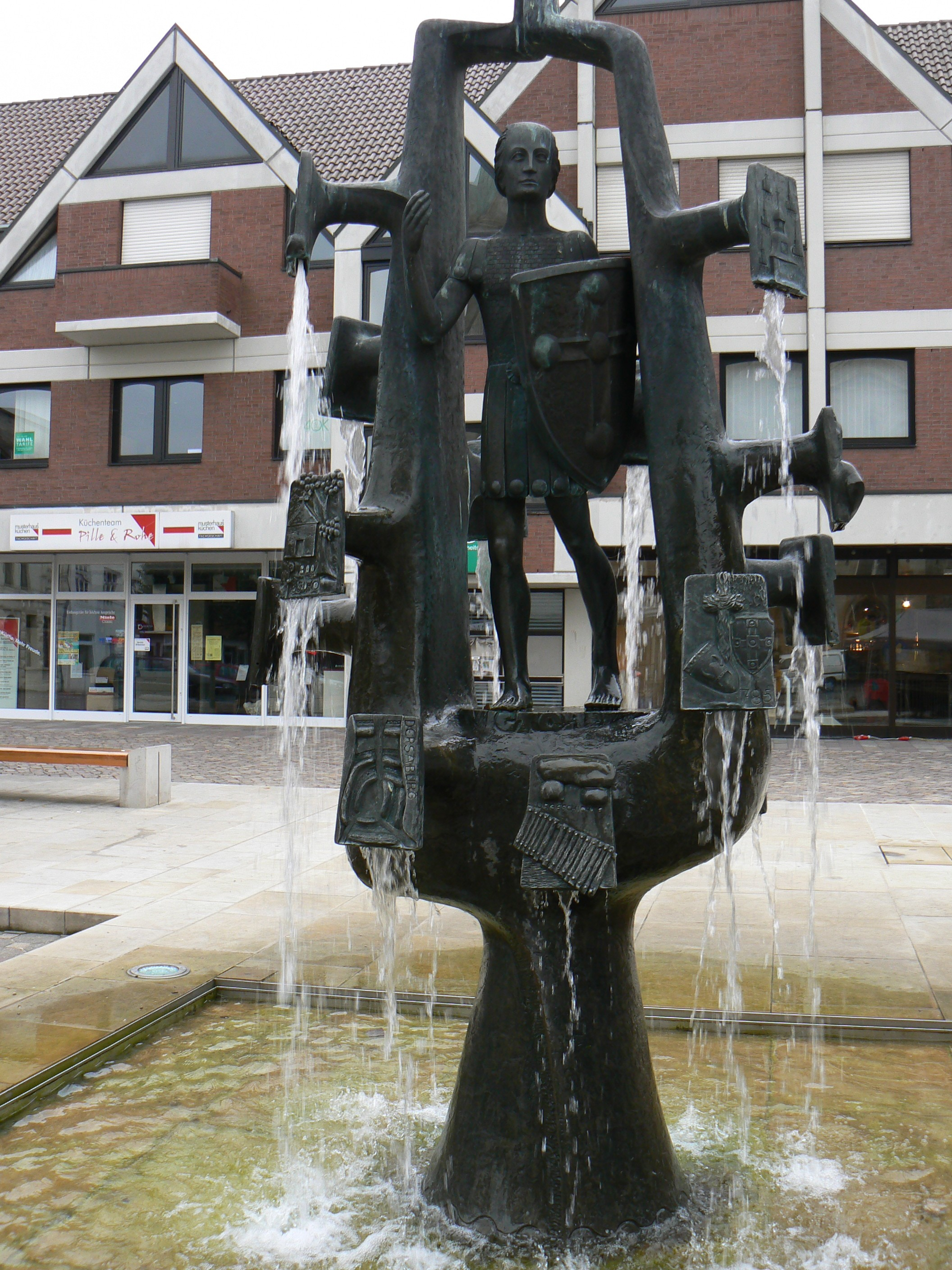
fontein St. Viktor op het kerkplein

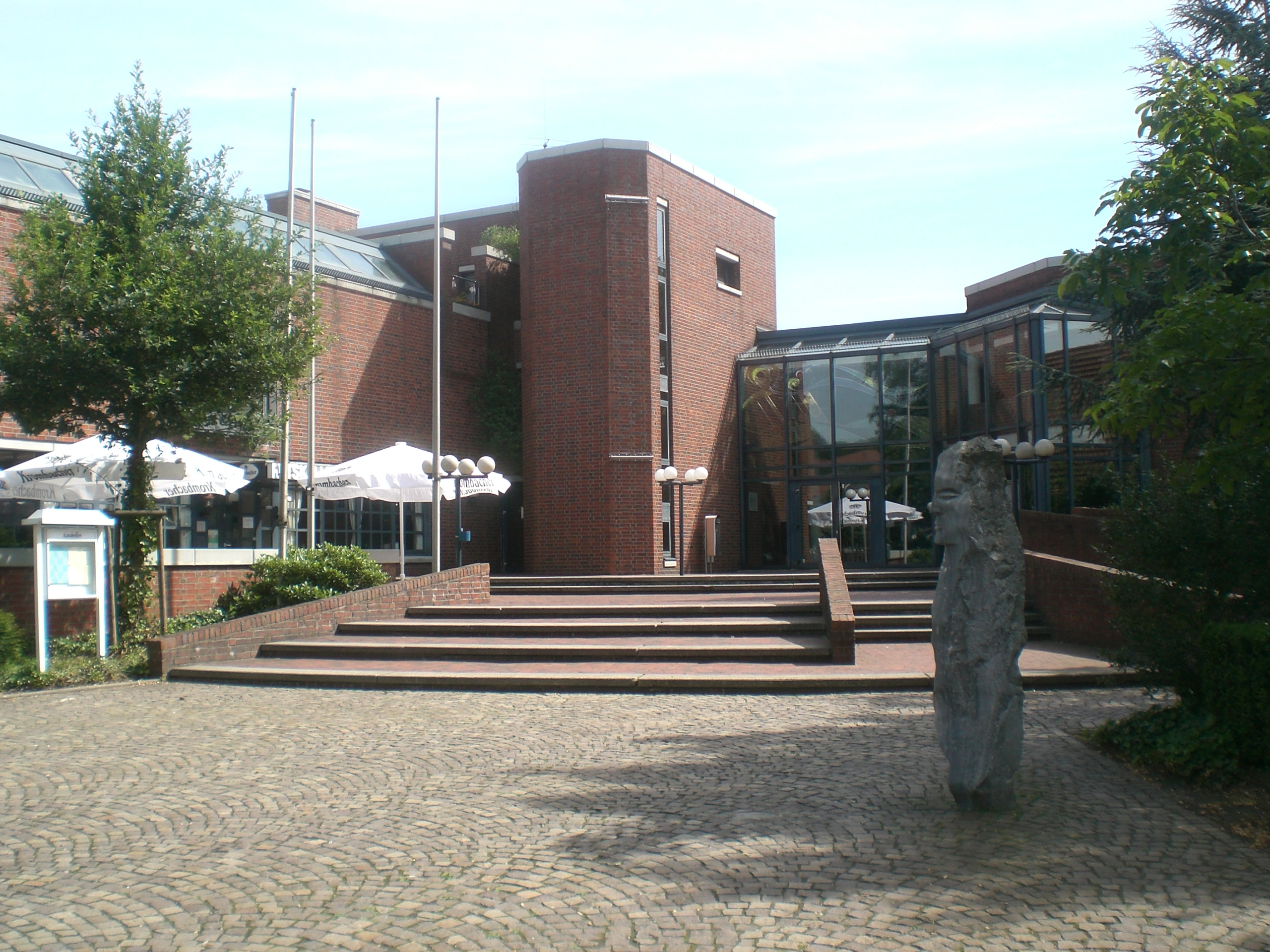
gemeentehuis

### Musea
- Damme heeft, in het voormalige spoorwegstation, tegenover het plaatselijke busstation, een stadsmuseum met vier vaste tentoonstellingen (1. Het begin van de bewoning, 2. De eeuwenlange machtsstrijd tussen de vorstbisschoppen van Osnabrück en Münster over het gebied Damme, 3. Dammer vastenavond en carnaval sinds 1614, 4. IJzerertswinning in de Dammer Bergen 1939-1967) en wisseltentoonstellingen (bijvoorbeeld: Damme in het interbellum). Openingstijden: zondag en woensdag van 15 tot 18 uur. Ter plekke zijn een aantal publicaties over de regionale geschiedenis te verkrijgen.

- De watermolen Höltermann kan op afspraak bezichtigd worden. In het gebouw is een tentoonstelling over de geschiedenis van de Dammer molens ingericht.

- In Damme-Dümmerlohausen bevindt zich bovendien een museum met een tentoonstelling over de vogels die aan het Dümmer-meer te vinden zijn; eveneens op aanvraag te bezichtigen.

### Architectuur

#### Kerken
- De rooms-katholieke parochiekerk St. Viktor is een in neogotische stijl uitgevoerde kathedraalachtige kerk van zandsteen; gebouwd tussen 1904-1906, heeft deze de sobere middeleeuwse voorloper vervangen. Alleen de kenmerkende toren is gespaard gebleven bij deze verbouwing. De romaanse basis (rond 1300) van de toren is opgetrokken uit glaciale zwerfkeien, later is de toren in gotische stijl (1300-1400?) verder opgetrokken in zandsteen. De barokke torenspits is het uit jaar 1693. Het interieur is voornamelijk in neogotische stijl uitgevoerd, uitzondering hierop vormt het romaanse doopvont van Bentheimer zandsteen ondergebracht in het gewelf van de toren.
- De evangelisch-lutherse Laurentiuskapel, in 1905 gebouwd, is een neogotisch bakstenen gebouw.
- De evangelisch-lutherse parochiekerk "Zum guten Hirten"(1959-1960) is een in zakelijke stijl opgerichte zaalkerk, renovaties zijn in 2002/2003 uitgevoerd. Na de Tweede Wereldoorlog groeide, door vestiging van vluchtelingen uit het voormalige Pruisen (Heimatvertriebene) de lutherse gemeente zodanig, dat de bouw van een grotere kerk noodzakelijk was geworden.

## Varia
De gemeente Damme onderhoudt een jumelage (Städtepartnerschaft) met Damme (België).

## Bron
- Dit artikel of een eerdere versie ervan is een (gedeeltelijke) vertaling van het artikel Damme (Landkreis Vechta) op de Duitstalige Wikipedia, dat onder de licentie Creative Commons Naamsvermelding/Gelijk delen valt. Zie de bewerkingsgeschiedenis aldaar.

Bakum · Damme · Dinklage · Goldenstedt · Holdorf · Lohne · Neuenkirchen-Vörden · Steinfeld · Vechta · Visbek
- Gemeinsame Normdatei: 4010975-6
- Library of Congress Control Number: n92074921
- Nationale Bibliotheek van Israël: 987007530957005171
- Virtual International Authority File: 150240771